# A Taste of Honey (Kurzfilm)
A Taste of Honey (deutsch Ein Geschmack von Honig) ist ein deutscher Kurzfilm von Simon Rittmeier aus dem Jahr 2008. In Deutschland feierte der Film am 23. April 2009 beim European Media Art Festival in Osnabrück Premiere.

## Handlung
49 Jahre sind seit der Kubanischen Revolution im Jahr 1959 vergangen – das Volk lebt.

## Kritiken
„Der in Schwarzweißbildern gedrehte Film zeigt unerwartete Eindrücke von Kuba im Jahre 49 nach der Revolution: eine wenig motivierte Verkäuferin in einem Geschäft, Ventilatoren, die aufgrund von Stromausfall nicht funktionieren, Senioren beim Tanz, die Santera beim Vollzug eines religiösen Rituals am Strand. Die Lähmung des Lebens manifestiert sich in den Bildern, die von den atmosphärischen Tönen begleitet werden. Dem Regisseur gelang es trotz Zensur und staatlicher Kontrolle, die Abwesenheit der Utopie im tropischen Paradies deutlich zu machen und die beklemmende Umgebung einzufangen. Der Titel des Films stammt von einem Song der Beatles, denn vor allem wurde John Lennon in Havanna mit einem Denkmal geehrt.“

## Auszeichnungen
Internationale Kurzfilmtage Oberhausen 2009
- Erster Preis des NRW-Wettbewerbs